# الملاحة عبر الأقمار الاصطناعية

الملاحة عبر الأقمار الاصطناعية (بالإنجليزية: Satellite navigation أو اختصارا satnav) هو نظام يستخدم الأقمار الاصطناعية لتوفير معلومات عن الموقع الجغرافي. يسمح النظام لأجهزة استقبال إلكترونية صغيرة بتحديد موقعها (خط الطول، دائرة العرض، والارتفاع/الارتفاع الجغرافي) بدقة عالية باستخدام إشارات زمنية مرسلة من الأقمار الاصطناعية بواسطة الراديو. يمكن استخدام النظام للملاحة أو لتتبع موضع شيء ما مزود بجهاز استقبال (التتبع بواسطة الأقمار الاصطناعية). الإشارات تسمح أيضا للمستقبل الإلكتروني بحساب التوقيت المحلي بدقة عالية، مما يتيح مزامنة الوقت. تعمل أنظمة الملاحة عبر الأقمار الاصطناعية بشكل مستقل عن أي استقبال هاتفي أو إنترنت، رغم أن هذه التقنيات بإمكانها تحسين معلومات الموقع الجغرافي.
يُطلق على نظام الملاحة عبر الأقمار الاصطناعية ذي التغطية العالمية اسم نظام الملاحة العالمي عبر الأقمار الاصطناعية (جي ان أس أس). اعتبارًا من أكتوبر 2018، فإنّ النظام العالمي لتحديد المواقع (جي بي أس) الخاص بالولايات المتحدة والنظام العالمي للملاحة الخاص بروسيا (غلوناس) هما أنظمة ملاحة عالمية عبر الأقمار الاصطناعية يعملان بشكلٍ كامل، ومن المُخطط بدء تشغيل بايدو للملاحة بالأقمار الاصطناعية الخاص بالصين (بي دي أس) ونظام غاليليو الخاص للاتحاد الأوروبي في عام 2020 بشكلٍ كامل. يُعتبر نظام الأقمار الاصطناعية الأوجي-الظاهري الخاص باليابان (كيو زد أس أس) نظامًا قائمًا على الأقمار الاصطناعية يهدف لتعزيز دقة نظام تحديد المواقع العالمي، من خلال نظام ملاحة عبر الأقمار الاصطناعية مستقل عن نظام تحديد المواقع العالمي إذ يُخطط البدء بتشغيله عام 2023. لدى الهند بالفعل نظام هندي إقليمي للملاحة بالأقمار الاصطناعية (آي آر أن أس أس) يُطلق عليه اسم نافيك، وهو نظام ملاحة إقليمي ذي تحكمٍ ذاتي بالأقمار الاصطناعية يوفر خدمات تحديد المواقع والتوقيت في الوقت الحقيقي بدقة، ومن المُخطط توسعته ليصبح عالميًا على المدى الطويل.
تتحقق التغطية العالمية لكل نظام عمومًا من خلال تشكيل كوكبةٍ من الأقمار الاصطناعية مكونة من 18 إلى 30 قمرًا تدور في المدار الأرضي المتوسط موزعة بين عدة مستوياتٍ مدارية. تختلف الأنظمة الفعلية، ولكنها تتمتع بميلٍ مداري يزيد عن 50 درجة وفترات مدارية تبلغ اثني عشر ساعة تقريبًا (على ارتفاع حوالي 20000 كيلومتر أو 12000 ميل).

## نظرة تاريخية

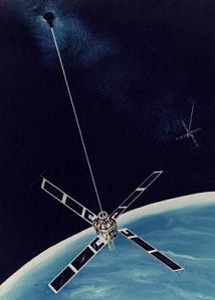
نظام ترانزيت: تطور الملاحة عبر الأقمار الاصطناعية في العصر الحديث

جرى استخدام الملاحة الراديوية الأرضية منذ فترة طويلة. استخدمت أنظمة ديكا ولوران وجيي وأوميغا الملاحية أجهزة إرسال راديوية أرضية ذات موجاتٍ طويلة تبث نبضة راديوية من موقع «رئيسي» معروف، تليها نبضة مكررة من عدد من المحطات «المُستعبدة». أتاح التأخير بين استقبال الإشارة الرئيسية والمُستعبدة للمستقبِل استنتاج المسافة التي تفصله عن المحطات المُستعبدة، ما يعني تحديد موقعها.
يُعتبر نظام ترانزيت أول نظام للملاحة عبر الأقمار الاصطناعية، وهو نظام أطلقه الجيش الأمريكي في الستينيات. استند نظام ترانزيت على تأثير دوبلر: تتحرك الأقمار الاصطناعية في مداراتٍ معروفة وتبث إشاراتها على شكل تردداتٍ لاسلكية معروفة. سيختلف التردد المستقبَل قليلًا عن تردد البث بسبب حركة القمر الاصطناعي بالنسبة للمُستقبِل. من خلال مراقبة هذا الانزياح في التردد خلال فترة زمنية قصيرة، يمكن للمستقبِل تحديد موقعه على أحد جانبي القمر الاصطناعي، ويمكن للعديد من هذه القياسات مجتمعة مع المعرفة الدقيقة لمدار القمر الاصطناعي تحديد موقع معين. تحدث أخطاءٌ في تحديد الموقع المداري للأقمار الاصطناعية نتيجة الاختلافات في مجال الجاذبية للأرض وانكسار أشعة الرادار، بالإضافة لعوامل أخرى. حُلّت هذه المشاكل من قبل فريق بقيادة هارولد أل. جوري من قسم بان آب للفضاء الجوي في فلوريدا بين عامي 1970 و1973. باستخدام استيعاب البيانات في الوقت الحقيقي والتقدير الذاتي، تم تضييق الأخطاء المنهجية والزائدة إلى مستوى يمكن التحكم فيه للسماح بالملاحة الدقيقة.
تضمن جزء من بث القمر الاصطناعي المداري بياناته المدارية الدقيقة. من أجل ضمان الدقة، يرصد مرصد البحرية الأمريكية (يو أس أن أوه) باستمرار المدارات الدقيقة لهذه الأقمار الاصطناعية. في حالة انحرف مدار القمر الاصطناعي، سيقوم مرصد البحرية الأمريكية بإرسال المعلومات المحدثة إلى القمر الاصطناعي. سوف تحتوي عمليات البث اللاحقة من القمر الاصطناعي المحدث على أحدث تقويمٍ فلكي.
تكون الأنظمة الحديثة أكثر مباشرةً في عملها. يبث القمر الاصطناعي إشارة تحتوي على البيانات المدارية (التي يمكن من خلالها حساب موضع القمر الاصطناعي) والوقت المحدد لإرسال الإشارة. تشمل البيانات المدارية تقويمًا فلكيًا تقريبيًا لجميع الأقمار الاصطناعية للمساعدة في العثور عليها. يُرسل التقويم الفلكي المداري في رسالة بيانات تُوضع على رمز يعمل كمرجعٍ للتوقيت. تستخدم الأقمار الاصطناعية ساعاتٍ ذرية للحفاظ على التزامن بين جميع الأقمار الاصطناعية في الكوكبة. يُقارن جهاز الاستقبال وقت البث المشفّر في إرسال ثلاثة (على مستوى سطح البحر) أو أربعة أقمار صناعية مختلفة، وبالتالي يمكن قياس زمن رحلة كل قمرٍ صناعي. يمكن إجراء العديد من هذه القياسات في نفس الوقت للأقمار الاصطناعية المختلفة، مما يسمح بتحديد الموقع في الوقت الفعلي بشكلٍ مستمر باستخدام نسخة معدلة من التثليث المساحي.
يضع كل قياسٍ للمسافة، بغض النظر عن النظام المستخدم، جهاز الاستقبال على غلاف كروي على المسافة المقاسة من جهاز البث. عن طريق أخذ العديد من هذه القياسات ثم البحث عن نقطة اجتماعها، يُحدّد الموقع. ومع ذلك، في حالة أجهزة الاستقبال سريعة الحركة، يتحرك موضع الإشارة أثناء تلقي الإشارات من عدة أقمار صناعية. بالإضافة إلى ذلك، فإنّ الإشارات الراديوية تبطئ قليلًا عندما تمر عبر الغلاف الأيوني للأرض، ويختلف هذا التباطؤ باختلاف الزاوية بين المستقبِل والقمر الاصطناعي، لأن ذلك يغير المسافة عبر الغلاف الأيوني. وبالتالي تُحاول الحسابات الأساسية العثور على أقصر خطٍ موجهٍ مماسي لأربعة أغلفةٍ كروية مفلطحة تتركز على أربعة أقمار صناعية. تقلل مُستقبلات الملاحة عبر الأقمار الاصطناعية من الأخطاء عن طريق استخدام مجموعات من الإشارات الصادرة عن عدة أقمارٍ صناعية وروابط متعددة، ثم استخدام تقنيات مثل ترشيح كالمان لدمج البيانات المُشوشة، والجزئية، والمتغيرة باستمرار في تقدير واحدٍ للموضع، والوقت، والسرعة.

## تطبيقات
كان الدافع الأصلي للملاحة الفضائية هو استخدامها في التطبيقات العسكرية. توفر الملاحة عبر الأقمار الاصطناعية دقةً في إيصال الأسلحة إلى الأهداف المطلوبة، مما يزيد بشكلٍ كبير من فتكها مع تقليل الإصابات غير المقصودة من الأسلحة غير الموجهة بشكلٍ صحيح. تسمح الملاحة عبر الأقمار الاصطناعية أيضًا بتوجيه القوات وتحديد مواقعها بسهولة أكبر، مما يقلل من ضباب الحرب.
الآن، تُستخدم أنظمة الأقمار الاصطناعية للملاحة العالمية، على غرار نظام غاليليو، لتحديد موقع المستخدمين وموقع الأشخاص أو الأشياء الأخرى في أي لحظة معينة. يعد نطاق تطبيقات الأقمار الاصطناعية في المستقبل هائلًا، الذي يشمل القطاعين العام والخاص عبر العديد من قطاعات السوق مثل العلوم، والنقل، والزراعة وما إلى ذلك.
كما أنّ القدرة على توفير إشارات الملاحة عبر الأقمار الاصطناعية تعني القدرة على رفضها. يُحتمل أن يكون لدى مشغل نظام الملاحة عبر الأقمار الاصطناعية القدرة على تقليل أو إزالة خدمات الملاحة عبر الأقمار الاصطناعية فوق أي إقليم يرغب فيه.

## الاستخدامات المدنية والعسكرية
الدافع الرئيسي لاختراع أنظمة الملاحة عبر الأقمار الاصطناعية هو لاستخدامها في التطبيقات العسكرية.